# Großer Kielschnegel
Der Große Kielschnegel (Tandonia rustica), auch Große Kielnacktschnecke genannt, ist eine Nacktschnecke aus der Familie der Kielschnegel (Milacidae) in der Unterordnung der Landlungenschnecken (Stylommatophora).

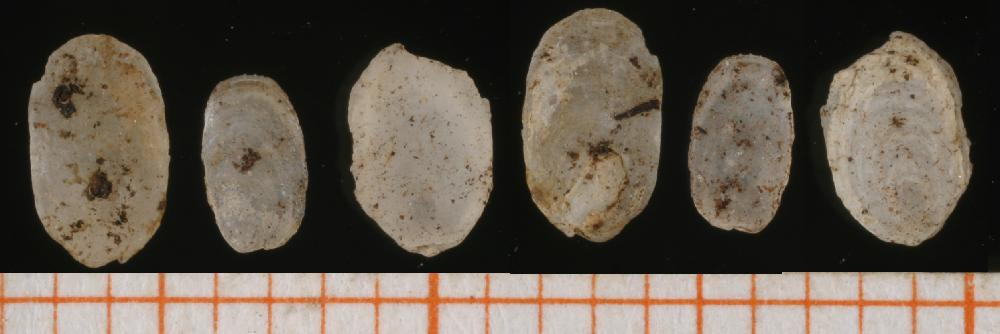
Schalenplättchen des Großen Kielschnegels

## Merkmale
Der Körper des Großen Kielschnegels ist ausgestreckt 8 bis 10 cm lang. In konservierten Zustand schrumpft der Körper sehr stark (45 × 12 mm). Die Färbung variiert von weißlich, cremefarben, rosa-gelblich, gelblich-grau, bräunlich bis leicht rötlich und violet mit zahlreichen kleinen schwarzen Flecken, die besonders in den Furchen zwischen den Runzeln verstärkt auftreten bzw. dort in Linien angeordnet sind. Die Körperfärbung wird auf den Seiten zum Fußsaum hin weniger intensiv. Der eiförmige Mantel ist hinten breiter gerundet nimmt etwa 30 bis 40 % der Körperlänge ein, Er weist je eine dünne, dunkle Seitenbinde auf und eine hufeisenförmige Furche um den hinteren Mantel auf. Die Atemöffnung im rechten hinteren Teil des Mantels ist schwach hell umrandet, Der Kiel, der vom hinteren Rand des Mantels bis zur Schwanzspitze reicht, ist meist etwas heller als der Rücken. Kopf und Fühler sind scharf abgesetzt, deutlich dunkler als der Körper. Die Sohle ist einheitlich gelblich-weiß, Der abgesonderte Schleim ist farblos, zähflüssig und klebrig. Wenn das Tier gereizt wird, ist der Schleim etwas weniger zäh, weißlich und opak.
Im Genitaltrakt ist die Zwitterdrüse vergleichsweise klein, hell und länglich. Der lange Zwittergang ist im vorderen Teil stark gewunden und verschlungen, Die Albumindrüse ist vergleichsweise klein. Der lange Eisamenleiter (Spermovidukt) weist starke Anschwellungen auf. Der Samenleiter ist lang und dünn, er mündet apikal in den Epiphallus. Epiphallus und Penis sind nicht durch eine Einschnürung oder Dickenänderung voneinander abgesetzt. Der Übergang von Epiphallus zu Penis ist durch den Ansatz des Penisretraktormuskel markiert. Der Epiphallus ist etwa drei bis viermal so lang wie der Penis. Der untere Teil des Penis ist stark angeschwollen. Im Innern sitzt eine stark ornamentierte Papille. Die Spermathek ist länglich mit einer Anschwellung an der Basis und einer großen zugespitzten Blase. Der freie Eileiter ist wesentlich länger als die Vagina. Penis und Vagina münden in den kurzes Atrium. Die büscheligen akzessorischen Drüsen sind lang und dünn. Sie sitzen im unteren Bereich der Vagina und münden in diese ein.
Das aragonitische Schalenplättchen im Mantel ist länglich-eiförmig, annähernd symmetrisch in Längsrichtung mit einem etwas aus der Ebene vorstehenden Kern im hinteren Teil. Es ist bis 5 mm lang und 3,5 mm breit.

## Ähnliche Arten
Der Große Kielschnegel ist heller gefärbt und durch die schwarzen Punkte stärker kontrastiert als Tandonia kusceri und Tandonia serbica.

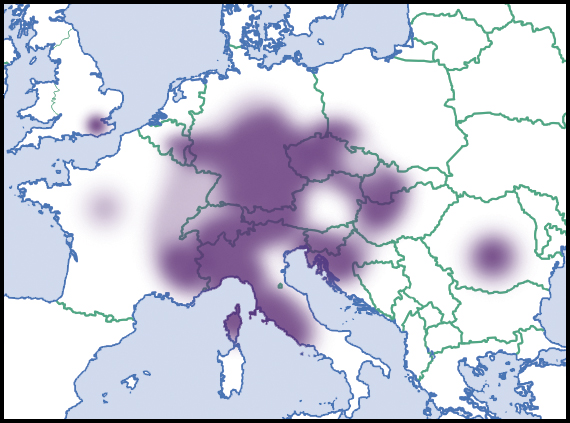
Verbreitungsgebiet des Großen Kielschnegels in Europa (nach Welter-Schultes, 2012)

## Geographische Verbreitung und Lebensraum
Das ursprüngliche Verbreitungsgebiet war vermutlich das südliche Zentraleuropa. Derzeit dehnt die Art ihr Verbreitungsgebiet vor allem nach Norden aus. Sie ist in Süd- und Zentralfrankreich, Belgien, den südlichen Niederlande, Südirland, Südostengland, Hochgebieten in Deutschland (in Norden bis zum Weserbergland), Italien bis in den Zentralapennin, Schweiz, Österreich, Tschechien, Slowakei, isoliert in Zentralrumänien, Bulgarien, Polen und Ungarn nachgewiesen. Die Art kommt wahrscheinlich auch in Nordafrika (Libyen) vor.
Die Art lebt in Laub- und Mischwäldern und auf Ödland im Hügel- und Bergland mit Kalkgeröll. Seltener ist sie auch im offenen Kulturland, wie Gärten, Büschen und Friedhöfen zu finden. In Polen wurde sie häufig in mittelalterlichen Burgruinen gefunden. Sie benötigt dort aber ein trockenes und warmes Mikroklima. In der Schweiz steigt sie bis auf 1.800 Meter über Meereshöhe an, wird aber eher selten oberhalb 1.200 Metern gefunden. Die Art ist zwar nicht unbedingt an Kalkböden gebunden, bevorzugt jedoch kalkhaltige Böden.

## Lebensweise
Die Tiere sind überwiegend nachtaktiv. Nur bei Regen oder feuchten Tagen kann man sie gelegentlich auch am Tag beobachten. Sie verstecken sich ansonsten unter Laub, Totholz oder unter von Moos bewachsenen Steinen. Die Art kann bei starker Vermehrung im Kulturland Schäden im Gemüseanbau anrichten.
Die Eier werden im Spätfrühjahr und Frühherbst in drei bis sieben Gelegen in einer kleinen Höhle in der Erde abgelegt, in den Niederlanden von Juni bis September. Jedes Gelege enthält 10 bis 25 (8 bis 27 Eier) ovale Eier mit einer Länge von 6,5 mm bei einem Durchmesser von 5 mm. Je nach Temperatur schlüpfen die Jungtiere nach  40-50 Tagen, entweder noch im Herbst oder erst im Frühjahr, wenn die Eier im Herbst abgelegt wurden. Nach 6 bis 9 Monaten sind die Tiere geschlechtsreif. Die Tiere werden bis zu drei Jahre alt. Jedes Tier kann also drei Legeperioden haben. Allerdings enthalten die Gelege mit zunehmendem Alter weniger Eier. Nach der dritten Legeperiode sterben die Tiere. Insgesamt kann ein Tier 200 bis 250 Eier über die drei Legeperioden hinweg produzieren.
Die Tiere ernähren sich vorwiegend von frischen Pflanzenteilen und Pilzen, aber auch von verrottendem Pflanzenmaterial. Gelegentlich werden auch Würmer und kleine Schnecken gefressen.

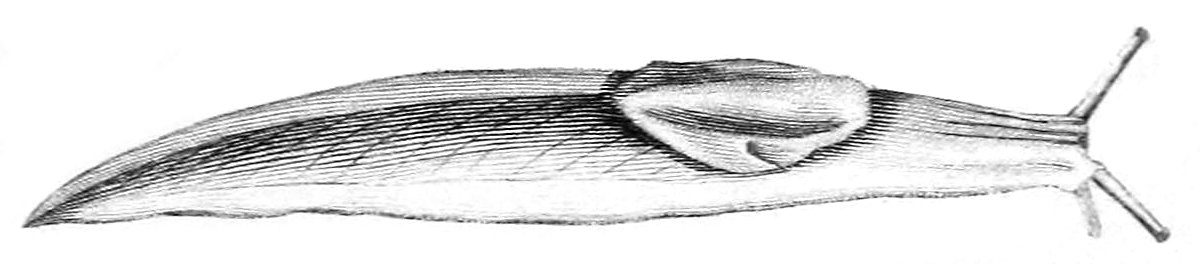
Abbildung bei Millet 1843: Taf.63

## Taxonomie
Das Taxon wurde 1843 als Limax rustica von Pierre-Aimé Millet aufgestellt. Die Art wurde früher zur Gattung Milax gestellt, heute jedoch einheitlich in die Gattung Tandonia Lessona & Pollonera, 1882.

## Gefährdung
Nach Wiese ist die Art in Deutschland gefährdet.